# 農業 (ゴヤ)
『農業』（のうぎよう、西: La Agricultura, 英: The Agriculture）は、スペインのロマン主義の巨匠フランシスコ・デ・ゴヤが1804年から1806年に制作した寓意画である。テンペラ画。当時のスペイン宰相であった平和公マヌエル・デ・ゴドイのために制作された4点のトンド作品の1つ。現在は海軍省からの寄託によりマドリードのプラド美術館に所蔵されている。

## 制作経緯
1799年10月に首席宮廷画家に任命されたゴヤは、国王カルロス4世と王妃マリア・ルイサ・デ・パルマの寵愛を受けていたマヌエル・デ・ゴドイのために多くの作品を制作した。1792年に宰相に任命されたゴドイは国王夫妻から宮殿を贈られ、1801年から1806年にかけて宮殿の改修を行った。このときゴヤは宮殿内部の正面大階段ホールを装飾するため、本作品ほか3点の円形の寓意画『商業』（El Comercio）、『工業』（La Industria）、『科学』（La Ciencia）を発注された。これらの寓意画はゴドイが支持した啓蒙主義の理想と、地域経済友好協会の考えを表現しており、国家の発展を促進させる啓蒙主義の政治家として自らをアピールする意図があった。寓意画が設置された正面大階段ホールは訪問者がゴドイに会うために待機した控え室であったため、政治宣伝を行うのに理想的な場所であった。

## 作品

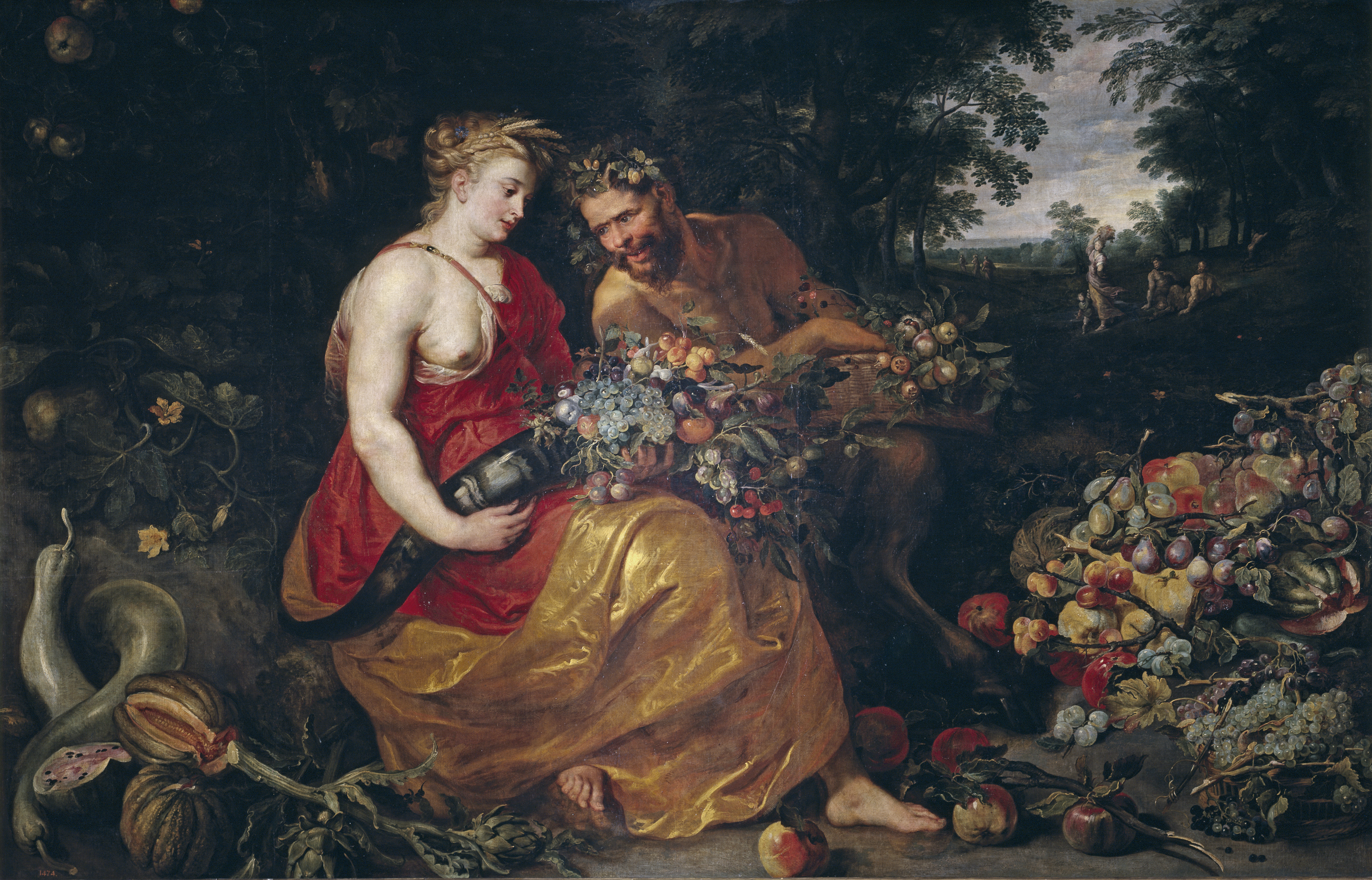
ピーテル・パウル・ルーベンスとフランス・スナイデルスの『ケレスとパン』。1615年-1620年頃。プラド美術館所蔵。

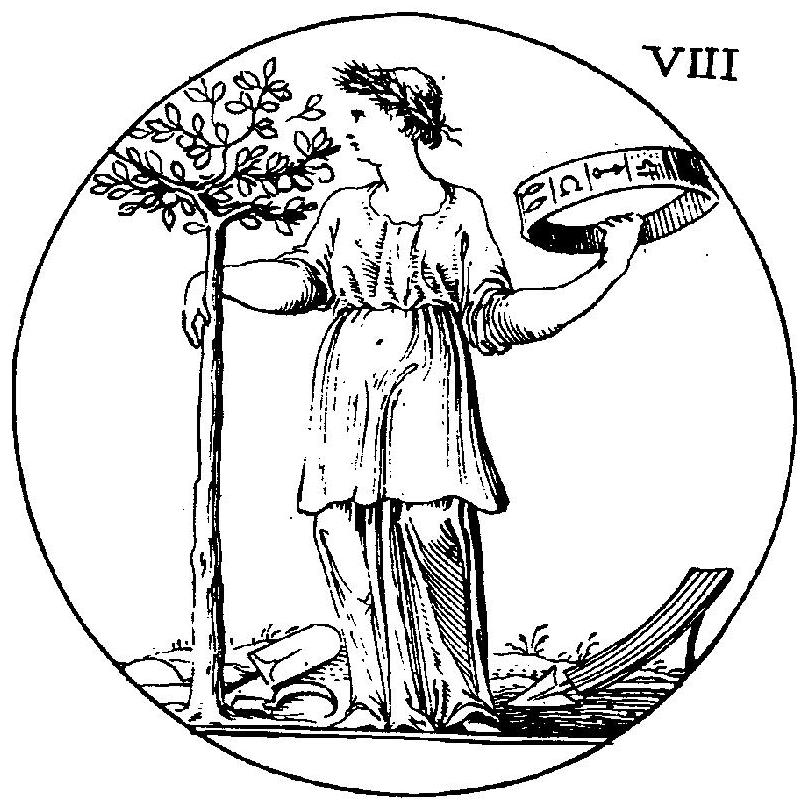
チェーザレ・リーパ『イコノロギア』の「農業」。1643年のフランス語訳版。

ゴヤは「農業」の寓意としてローマ神話の豊穣の女神ケレスを描いている。女神は緑の服を着て小麦の穂の冠をかぶり、左手に小麦の穂を、右手に林檎あるいは柘榴の果実を持っている。また足元には鍬などの農具が置かれている。女神のそばには農夫が控えており、花々や果実の入った籠を抱えながら女神の顔を見つめている。おそらくこの人物は収穫を担当する下位神メッソール（Messor）と思われる。鋤は田舎での労働を暗示しており、耕作の季節の始まりを意味し、背景の空に描かれた天秤座と蠍座は収穫の季節を暗示している。
4点の寓意画はいずれもテンペラで描かれており、フレスコ画のような雰囲気を醸し出している。図像的源泉としてはチェーザレ・リーパの寓意画集『イコノロギア』（Iconologia）が指摘されている。ゴヤは女神ケレスを同書の「農業」の寓意の説明に触発されて描いている。
またゴヤはマドリードのオリエンテ宮殿で見たであろう、ピーテル・パウル・ルーベンスとフランス・スナイデルスの神話画『ケレスとパン』（Ceres en Pan）の構図にも触発された。
4点の寓意画の構図はいずれも高い場所に設置されたタペストリーのカルトンと類似点が多い。ゴヤはカルトンと同様にピラミッド型の人物像を最前景に配置し、奥行きを出すため、すぐ後方に別の人物像を1人追加した。加えて最前景の人物像を光で照らし、後方の人物像を暗がりの中に置いている。

## 来歴
完成した4点の寓意画は正面大階段のホールの、ヴォールトのルネットの上に設置された。『農業』と『商業』はそれぞれホールの北と南の壁、『工業』は階段と向かい合った東の壁、『科学』は西の壁に設置された。これらのうち『科学』は現在失われている。寓意画はゴドイの宮殿が海軍省の本部として使用された1807年以降も宮殿内に残り続けた。その後、海軍省は1930年にパセオ・デル・プラドに移転。1932年に同省からプラド美術館に寄託された。

## ギャラリー
関連するゴヤの寓意画

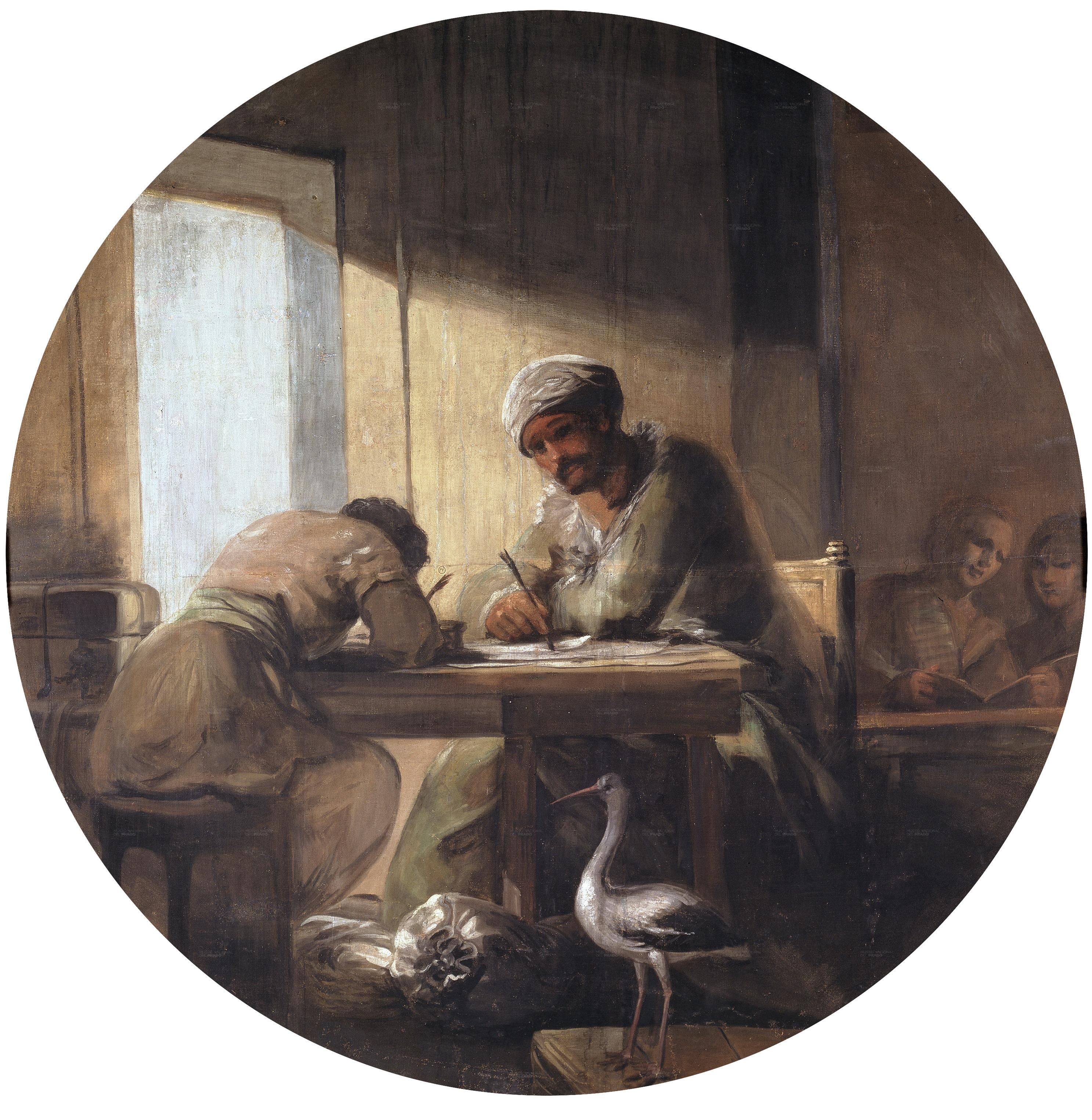
『商業』1804年-1806年 プラド美術館所蔵
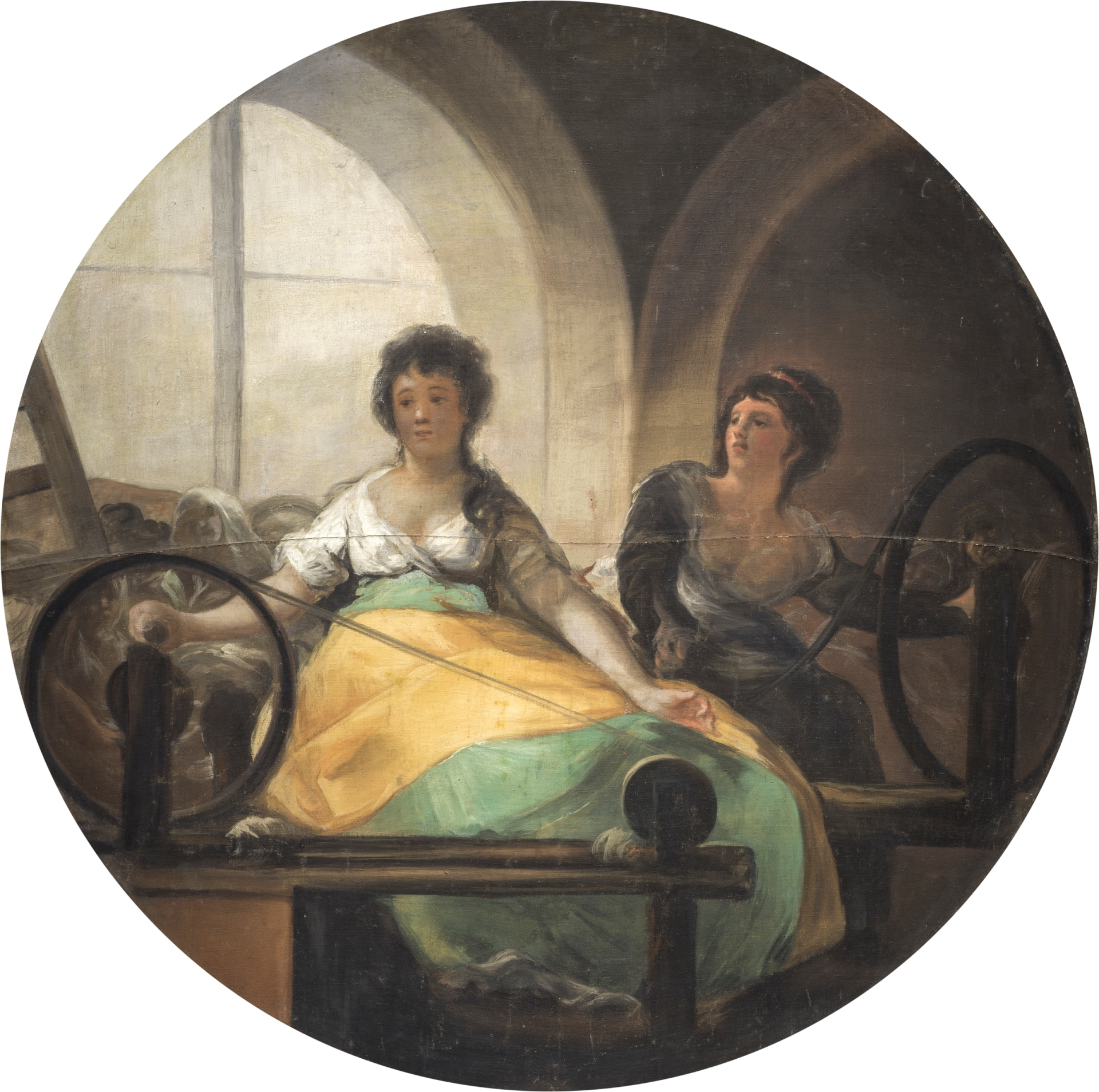
『工業』1804年-1806年 プラド美術館所蔵